# 新里駅 (全北特別自治道)
新里駅（シルリえき）は、大韓民国全北特別自治道完州郡にある韓国鉄道公社（KORAIL）全羅線の駅である。

## 歴史
- 1931年7月1日：開業。
- 2009年10月31日：貨物取扱中止。
- 2010年11月1日：旅客取扱中止。

## 隣の駅
韓国鉄道公社
全羅線
全州駅 - 新里駅 - (竹林温泉駅) - (館村駅) - 任実駅